# Kasteel Borgwal

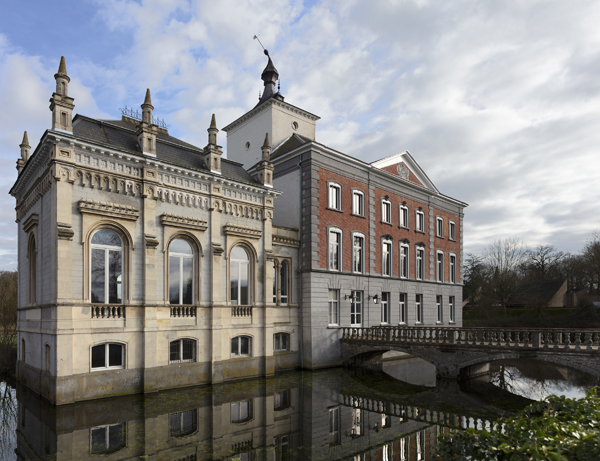
Kasteel Borgwal (2024)

Kasteel Borgwal is een kasteeldomein gelegen in het centrum van het Belgische Vurste, thans een deelgemeente van het Oost-Vlaamse Gavere.

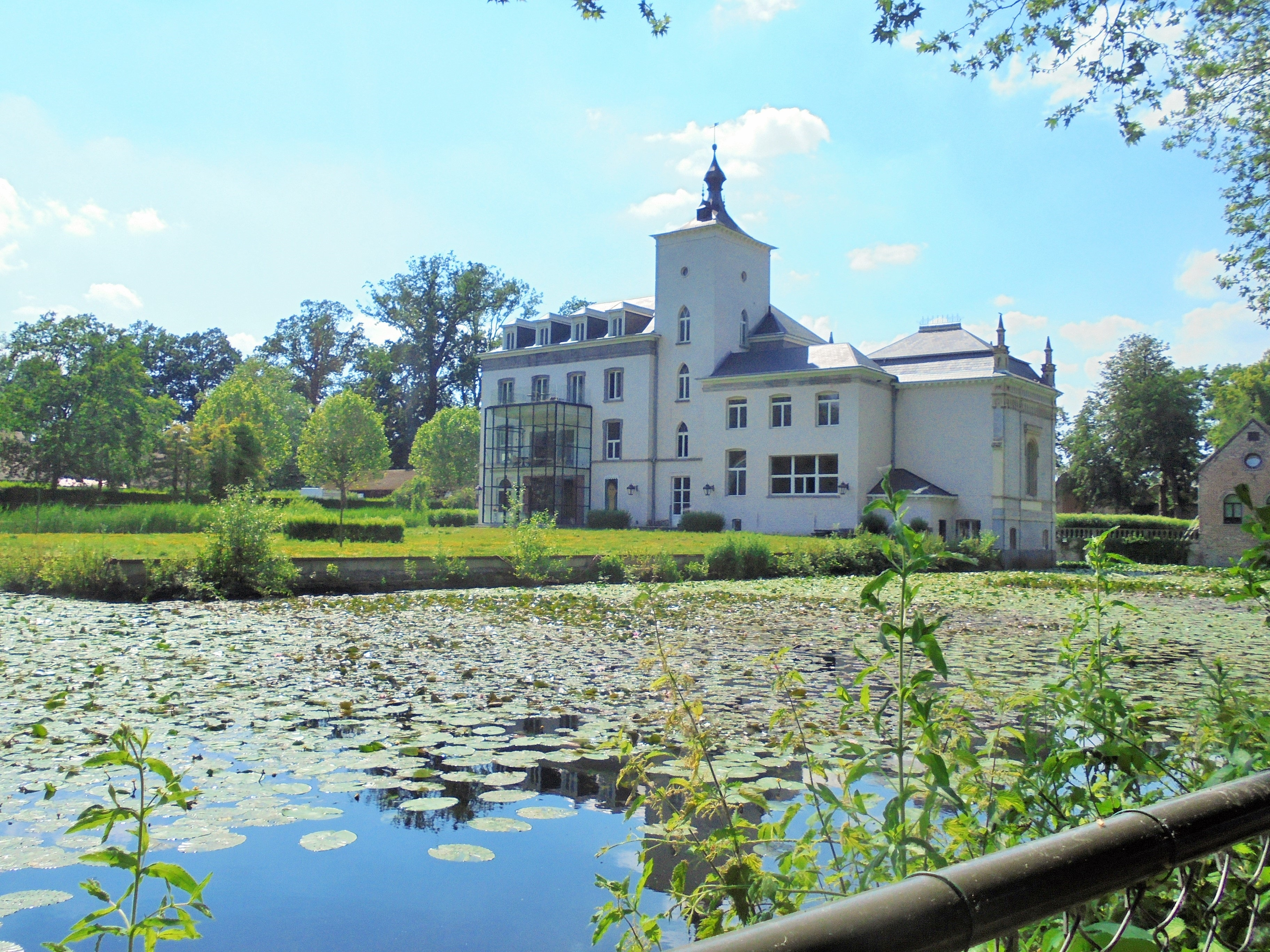
Het kasteel in 2021.

Het kasteel dat zelf uit verschillende delen is gebouwd bestaat verder uit een neerhof met duiventoren en een monumentale ingangspoort met portierswoning. Het domein is omgeven door een 1.700 meter lange gemetselde muur. De oudste vermelding van dit 18 ha groot domein gaat terug tot 1538 en was door de eeuwen heen eigendom van verscheidene families.

## Eigenaars
In 1543 was het goed eigendom van Floris de Martaigne, graaf van Potelles. In de 17e eeuw was het in bezit van de Gentse bisschop Antonius Triest. Een eeuw later behoorde het toe aan de familie Preudhomme d'Hailly die ook eigenaar was van het kasteel van Poeke. In 1841 werd het domein eigendom van de weduwe Pierre Malfait-Baertsoen Amélie.
Na het huwelijk van haar kleindochter en gravin Flore Malfait (1842-1898) met graaf Louis Goethals de Mude de Nieuwland (1829-1912), bleef het kasteel - tot in 1975 - in handen van de familie Goethals. Graaf Goethals was een kleinzoon van Jacques-Philippe Pecsteen, die onder meer burgemeester was te Ruddervoorde.

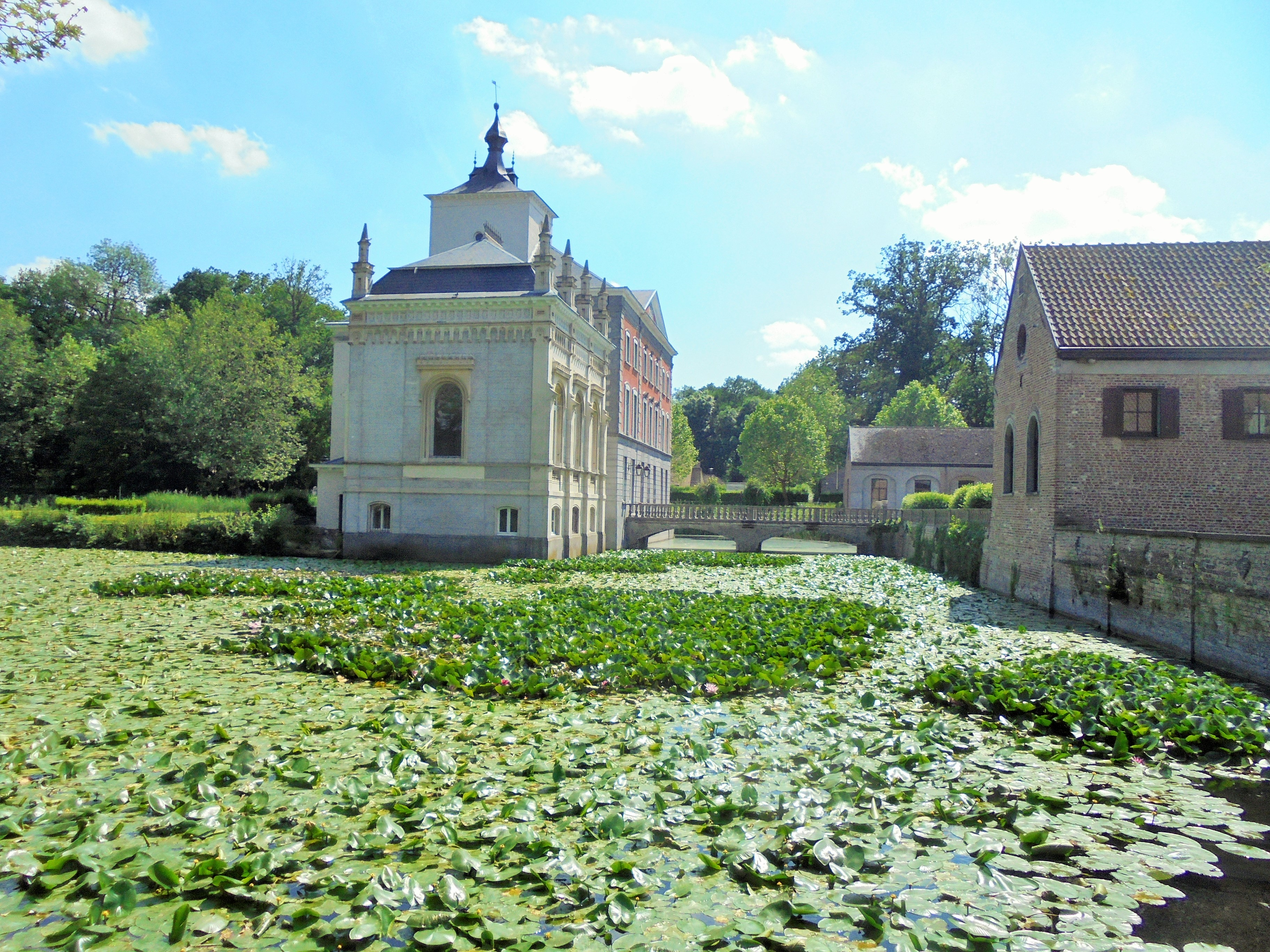
Het kasteel in 2021.

Toen kocht de Congregatie der Broeders van Liefde Borgwal en richtte het in als verblijf voor volwassenen met een verstandelijke beperking. Nadien bouwde men er meerdere nieuwe paviljoenen voor de huisvesting, begeleiding en ontspanning van deze mensen.
Het eeuwenoude kasteel zelf werd in 2012 privé-eigendom en in 2013-2015 gerestaureerd. Het zal nadien worden gebruikt als kantoor- en woonruimte.
Op het parkdomein (bosgebieden 'Borgwal' en 'Ganzendam') is een vrij toegankelijk wandelpad aangelegd dat open is tijdens de openingsuren van het domein.